# Portugal op het Eurovisiesongfestival 2004
Portugal nam deel aan het Eurovisiesongfestival 2004 in Istanboel, Turkije. Het was de 39ste deelname van het land op het Eurovisiesongfestival. De selectie verliep via het jaarlijkse Festival da Canção. De RTP was verantwoordelijk voor de Portugese bijdrage voor de editie van 2004.

## Selectieprocedure
Net zoals de voorbije jaren werd ook dit jaar de kandidaat gekozen via het jaarlijkse Festival da Canção.
De nationale finale werd gehouden in Lissabon. Er deden 3 artiesten mee aan deze finale en de winnaar werd gekozen door televoting.
| Volgorde | Artiest   | Lied                | Punten | Plaats |
| -------- | --------- | ------------------- | ------ | ------ |
| 1        | Francisco | "Caminhos singelos" | 31003  | 3      |
| 2        | Sofia     | "For magia"         | 39072  | 1      |
| 3        | Gonçalo   | "Novo e clássico"   | 31899  | 2      |

## In Istanboel
In Turkije moest Portugal optreden als zevende in de halve finale, na Andorra en voor Malta.
Na de puntentelling bleek dat Portugal als vijftiende was geëindigd met een totaal van 38 punten. 
Men ontving 1 keer het maximum van de punten.
Dit was niet genoeg om de finale te kunnen bereiken.
Nederland en België hadden respectievelijk 0 en 4 punten over voor deze inzending.

### Gekregen punten

#### Halve Finale
| 12 punten | 10 punten | 8 punten   | 7 punten      | 6 punten |
| --------- | --------- | ---------- | ------------- | -------- |
| - Andorra |           | - Roemenië | - Zwitserland | - Spanje |
| 5 punten  | 4 punten  | 3 punten   | 2 punten      | 1 punt   |
|           | - België  |            |               | - Monaco |

### Punten gegeven door Portugal

#### Halve Finale
Punten gegeven in de halve finale:
| 12 punten | Oekraïne             |
| 10 punten | Servië en Montenegro |
| 8 punten  | Griekenland          |
| 7 punten  | Israël               |
| 6 punten  | Nederland            |
| 5 punten  | Estland              |
| 4 punten  | Malta                |
| 3 punten  | Cyprus               |
| 2 punten  | Albanië              |
| 1 punt    | Kroatië              |

#### Finale
Punten gegeven in de finale:
| 12 punten | Spanje               |
| 10 punten | Oekraïne             |
| 8 punten  | Duitsland            |
| 7 punten  | Servië en Montenegro |
| 6 punten  | Griekenland          |
| 5 punten  | Zweden               |
| 4 punten  | Roemenië             |
| 3 punten  | Cyprus               |
| 2 punten  | Frankrijk            |
| 1 punt    | Malta                |

1964 · 1965 · 1966 · 1967 · 1968 · 1969 · 1970 · 1971 · 1972 · 1973 · 1974 · 1975 · 1976 · 1977 · 1978 · 1979 · 1980 · 1981 · 1982 · 1983 · 1984 · 1985 · 1986 · 1987 · 1988 · 1989 · 1990 · 1991 · 1992 · 1993 · 1994 · 1995 · 1996 · 1997 · 1998 · 1999 · 2000 · 2001 · 2002 · 2003 · 2004 · 2005 · 2006 · 2007 · 2008 · 2009 · 2010 · 2011 · 2012 · 2013 · 2014 · 2015 · 2016 · 2017 · 2018 · 2019 · 2020 · 2021 · 2022 · 2023 · 2024 · 2025